# تابلاط
تابلاط هي بلدية بدائرة تابلاط ولاية المدية الجزائرية. تقع 50 كلم جنوب الجزائر العاصمة وتبعد 100 كلم عن مقر ولايتها.
يحد تابلاط من الشرق بلدية قرومة التابعة لدائرة الأخضرية بولاية البويرة ومن الغرب العمارية من الشمال دائرة الأربعاء التابعة لولاية البليدة وومن الجنوب دائرة السواقي والعزيزية والقلب الكبير وبني سليمان

## أصل التسمية
يعود أصل تسمية تابلاط إلى الرومان  حيث يعد الرومان ثاني حضارة مرت بتابلاط، حيث كانت تسمى في العهد الروماني تابلاتونسيس « Tablatensis » وتعني بالرومانية: ' الثكنة ' أو ' المعسكر الروماني ' وهناك من يقول ان معناها ' المشية العسكرية ' بالرومانية أيضا.
البربر تحت السيطرة الرومانية استعملوا تسمية ' تافلاست (Tavlast) ثم تحولت بعدها إلى ' تابلاتا ' ثم إلى ' تابلاط ' وهي التسمية الحالية للمدينة

## شخصيات من تابلاط
- عمر بوجلاب: وزير صحة سابق وطبيب قلب ومجاهد، ولد سنة 1930 وتوفي في 25 جوان 2006 م.
- المجاهدة البطلة لالة فاطمة نسومر: لجأت إلى جبال العيساوية بتابلاط، وتم القبض عليها من طرف الاستعمار الفرنسي ووضعت في ملجأ وتوفيت هناك في وقت لاحق.
تم نقل رفاة البطلة من قبرها بالعيساوية إلى مقبرة العالية في التسعينات في غياب التغطية الإعلامية بسبب العشرية السوداء آنذاك.
- الأخضر الإبراهيمي: دبلوماسي وسياسي جزائري وو زير خارجية سابق ومبعوث أممي للسلام في أكثر مناطق العالم سخونة. ولد في 1 جانفي 1934 بالعزيزية وهي دائرة إدارية تابعة لدائرة تابلاط.
- عبد القادر تيجاني: مستشار سابق لرئيس الجمهورية و Major de la première promotion" Emir Abdelkader" de l'E.N.A (1964/1968),section administration publique
-الاميرعبد القادر: مر عليها الأمير عبد القادر خلال مقاومته ضد الاستعمار الفرنسي واتخذها عاصمة له (العاصمة المتنقلة الزمالة)

## تابلاط: خزان طارق بن زياد
أثناء الفتوحات الإسلامية للأندلس، استعان القائد المسلم الأمازيغي طارق بن زياد بجنود من الجزائر ويذكر أنه استعان بجنود من تابلاط التي كانت تسمى آنذاك تابلاتا ( من الاسم الروماني لتابلاط) وبعد نجاحهم في فتح الأندلس قاموا بتأسيس مدينة تابلاتا في إقليم إشبيلية جنوب الأندلس تيمنا باسم تابلاتا (تابلاط حاليا). ولا تزال قرية تابلاتا قائمة إلى يومنا هذا في إسبانيا.
و كانت نشأة مدينة تابلاتا في الأندلس مشابهة لنشأة مدينة تابلاط في الجزائر، حيث استعملت لأول مرة كمعسكر حربي لمواجهة الإسبان. 

## تابلاط: الجزائر الصغرى
تعد قبائل صنهاجة من أكبر القبائل الأمازيغية في شمال أفريقيا حيث يقول العلامة ابن خلدون لا تخلوا بقعة في شمال أفريقيا والأندلس لا يسكنها صنهاجي وأنهم يشكلون وحدهم ثلث الأمازيغ.
عندما تسمع كلمة قبيلة تتخيل مباشرة الخيول والترحال، لكن القبائل الأمازيغية لم تكن رحالة بل تتمسك بأرضها وخير دليل مقاومتها للرومان والوندال والبيزنطيين وحتى للمسلمين في بداية الأمر وبعدها للفرنسيين.

## أكثر من 60 قرية في مساحة ضيقة
تضم بلدية تابلاط وحدها أكثر من 60 قرية مايذكرنا بالطريقة الأمازيغية في السكن، لكن تابلاط تضم قرى عربية وأمازيغية، ما يدل على التمازج الثقافي والعرقي الحاصل في تابلاط منذ القدم.
و يعود هذا العدد الهائل من القرى بإقليم بلدية تابلاط خصوصا ودائرة تابلاط عموما إلى أسباب متعددة لعل أبرزها هو:
1- الهجرة الأولى لسكان الجزائر العاصمة (مزغنة آنذاك) وضواحيها نحو تابلاط أثناء الحملات الإسبانية، وتأسيسهم مزغنة جديدة تقع 6.5 كلم جنوب مدينة تابلاط في إقليم بلدية مزغنة التابعة لدائرة تابلاط والتي تحمل هذا الاسم نسبة إلى مزار مزغنة المعروف بـ: «القبة» محليا.
2- الهجرة الثانية أثناء الاستعمار الفرنسي للجزائر: فقد فضل الكثير السكان المحليون للعاصمة الجزائر الهروب نحو الجبال نظرا للتضاريس المساعدة للقتال وللهروب من بطش الاستعمار الفرنسي الذي دخل بوحشية.
3-ويعد سكان بلدية تابلاط هم السكان الاصليين للجزائر العاصمة التي كانت تسمى مزغنة قديما حيث توجد منطقة في تابلاط تسمى مزغنة التي يعد سكانها هم السكان الاصليين للجزائر العاصمة

## التضاريس والجغرافيا
تقع تابلاط ضمن سلسلة جبال الأطلس التلي والأطلس المتيجي وهي في غالبها مرتفعات يقدر علوها بين 400 متر حتى 1000 متر.
و أغلب مناطق تابلاط تكسوها غابات خضراء على مدار السنة كغابات الصنوبر والصنوبر الحلبي وأشجار البلوط والزيتون واللوز.

## مراحل تطور تسمية تابلاط
تابلاتونسيس: الاسم الروماني للمدينة
تافلاست: الاسم الثاني للمدينة وأطلقه عليها السكان الأصليون.
تابلاتا: وهو اسم مدينة تابلاط في العصور الوسطى وهو تطور لفظي لمصطلح: تافلاست.
تابلات (تابلاط): وهو الاسم الحالي للمدينة